# クリシュナ川

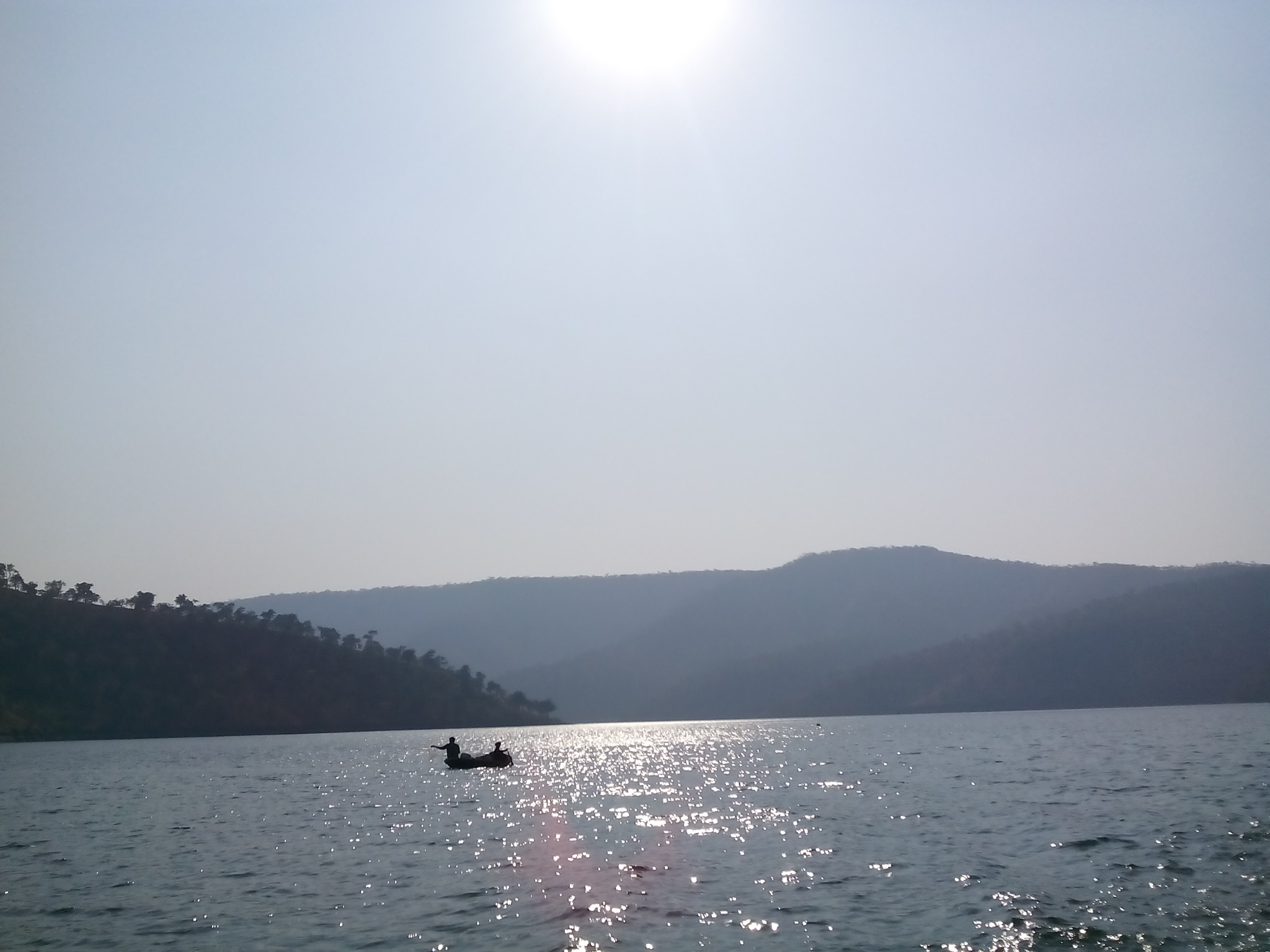
クリシュナ川

クリシュナ川（クリシュナがわ、カンナダ語:ಕೃಷ್ಣಾ ನದಿ、テルグ語:కృష్ణా నది）は、デカン高原の南部、カルナータカ州からアーンドラ・プラデーシュ州を横切って蛇行しながらも、おおむね東西方向に流れ、コロマンデル海岸北部でベンガル湾に注ぐ川。中流には巨大なダム湖であるナーガールジュナ・サーガル (Nagarjuna Sagar Reservoir) がある。

## 概要
旧名はキストナ川という。ムンバイの南東、西ガーツ山脈を水源とし、本流の全長は、1,300kmに達する。カルナータカ州を北東方向に流れる大きな支流のひとつトゥンガバドラー川がアーンドラ・プラデーシュ州の州境から80kmくらいのところで合流する。河口では、いくつかの分流に分かれてデルタをつくり、北方のゴーダヴァリー川のデルタと連続したひとつづきの大平野を形成している。現在、この平野は水田地帯になっていて、クリシュナ川とゴーダヴァリー川を結ぶ運河が灌漑に利用されている。

## 支流

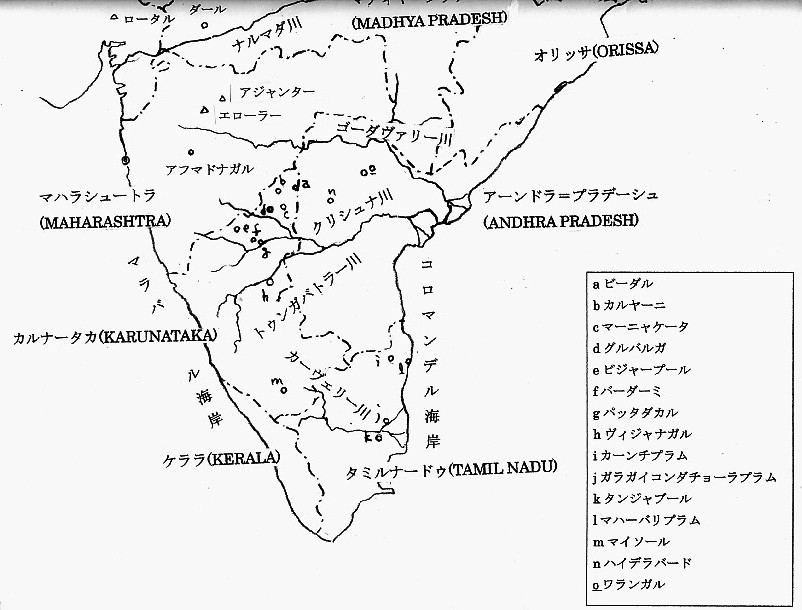
デカン、南インドの中世都市及び河川

下流より記載
- ムーシー川
- トゥンガバドラー川